# Eleições estaduais em Mato Grosso do Sul em 2006
As eleições estaduais em Mato Grosso do Sul, em 2006, foram realizadas em 1º de outubro (1º turno), como parte das eleições gerais no Brasil.
Os eleitores aptos a votar elegeram o Presidente da República, Governador do Estado e um Senador da República, além de 8 deputados federais e 24 deputados estaduais.
Como um dos candidatos atingiu mais de 50% dos votos válidos, não foi realizado segundo turno, agendado para 29 de outubro.
Os principais candidatos a governador foram Delcídio do Amaral (PT) e André Puccinelli (PMDB).
Para o Senado os principais candidatos foram Marisa Serrano (PSDB), Egon Krakheche (PT) e João Leite Schimidt (PDT).

## Candidatos

### Governo do Estado
| Candidato a governador           | Candidato a vice-governador | Coligação                                                                             |
| -------------------------------- | --------------------------- | ------------------------------------------------------------------------------------- |
| André Puccinelli PMDB            | Murilo Zauith PFL           | Amor, Trabalho e Fé PMDB, PFL, PSDB, PPS, PSC, PL, PAN, PRTB, PMN, PTC e PTdoB        |
| Carlos Alberto Santos Dutra PSOL | Marco Antônio Monje PSTU    | Frente de Esquerda Mato Grosso do Sul PSOL e PSTU                                     |
| Delcídio do Amaral PT            | Sérgio Assis PSB            | Um Novo Avanço para o Mato Grosso do Sul PT, PSB, PTB, PCdoB, PP, PSL, PCB, PTN e PRB |
| Elizeu Amarilha PSDC             | Lincoln Oliveira PSDC       | — PSDC                                                                                |
| Tito Lívio Canton PV             | Luiz Antônio Franco PV      | — PV                                                                                  |

### Senado Federal
| Candidato (a) ao Senado | Coligação                                                                             |
| ----------------------- | ------------------------------------------------------------------------------------- |
| Anita Borba PSOL        | Frente de Esquerda Mato Grosso do Sul PSOL e PSTU                                     |
| Carlos Leite PV         | — PV                                                                                  |
| Egon Krakheche PT       | Um Novo Avanço para o Mato Grosso do Sul PT, PSB, PTB, PCdoB, PP, PSL, PCB, PTN e PRB |
| Ionaldo Arce PRONA      | — PRONA                                                                               |
| João Leite Schimidt PDT | — PDT                                                                                 |
| Marisa Serrano PSDB     | Amor, Trabalho e Fé PMDB, PFL, PSDB, PPS, PSC, PL, PAN, PRTB, PMN, PTC e PTdoB        |
| Suél Ferranti PSTU      | Frente de Esquerda Mato Grosso do Sul PSOL e PSTU                                     |

## Resultado

### Governo do Estado
| Candidato(a)             | Vice                     | 1º turno 1º de outubro de 2006 | 1º turno 1º de outubro de 2006 |
| Candidato(a)             | Vice                     | Total                          | Percentagem                    |
| ------------------------ | ------------------------ | ------------------------------ | ------------------------------ |
| André Pucinelli (PMDB)   | Murilo Zauith (PFL)      | 726.806                        | 61,34%                         |
| Delcídio do Amaral (PT)  | Sérgio Assis (PSB)       | 450.747                        | 38,04%                         |
| Carlito Dutra (PSOL)     | Monje do PSTU (PSTU)     | 6.282                          | 0,53%                          |
| Tito Lívio (PV)          | Luiz Antônio Franco (PV) | 2.768                          | —                              |
| Elizeu Amarilha (PSDC)   | Lincoln Oliveira (PSDC)  | 1.134                          | 0,1%                           |
| → Total de votos válidos | → Total de votos válidos | 1.184.969                      | 91,93%                         |
| → Votos em branco        | → Votos em branco        | 25.248                         | 1,96%                          |
| → Votos nulos            | → Votos nulos            | 78.731                         | 6,11%                          |
| Total                    | Total                    | 1.288.948                      | 82,56%                         |
| Abstenções               | Abstenções               | 272.323                        | 17,44%                         |
| Total de inscritos       | Total de inscritos       | 1.561.271                      | 100%                           |

#### Gráficos
| \| Primeiro turno - Esquema Gráfico \| Primeiro turno - Esquema Gráfico \| Primeiro turno - Esquema Gráfico \| Primeiro turno - Esquema Gráfico \| Primeiro turno - Esquema Gráfico \| \| -------------------------------- \| -------------------------------- \| -------------------------------- \| -------------------------------- \| -------------------------------- \| \| \| \| \| \| \| \| André Puccinelli \| André Puccinelli \| \| 61,34% \| 61,34% \| \| Delcídio do Amaral \| Delcídio do Amaral \| \| 38,04% \| 38,04% \| \| Carlito \| Carlito \| \| 0,53% \| 0,53% \| \| Elizeu Amarilha \| Elizeu Amarilha \| \| 0,10% \| 0,10% \| \| Tito Lívio \| Tito Lívio \| \| 0,00% \| 0,00% \| \| Brancos e Nulos \| Brancos e Nulos \| \| 8,07% \| 8,07% \| \| Abstenções \| Abstenções \| \| 17,44% \| 17,44% \| |                    |  |        |        |
| Primeiro turno - Esquema Gráfico |                    |  |        |        |
| |                    |  |        |        |
| André Puccinelli | André Puccinelli   |  | 61,34% | 61,34% |
| Delcídio do Amaral | Delcídio do Amaral |  | 38,04% | 38,04% |
| Carlito | Carlito            |  | 0,53%  | 0,53%  |
| Elizeu Amarilha | Elizeu Amarilha    |  | 0,10%  | 0,10%  |
| Tito Lívio | Tito Lívio         |  | 0,00%  | 0,00%  |
| Brancos e Nulos | Brancos e Nulos    |  | 8,07%  | 8,07%  |
| Abstenções | Abstenções         |  | 17,44% | 17,44% |

### Senado
| Candidato (a)             | Votos   | %     |
| ------------------------- | ------- | ----- |
| Marisa Serrano (PSDB)     | 607.584 | 53,2  |
| Egon Krakheche (PT)       | 456.363 | 39,96 |
| João Leite Schimidt (PDT) | 59.594  | 22,02 |
| Anita Borba (PSOL)        | 7.265   | 0,64  |
| Carlos Leite (PV)         | 6.684   | 0,59  |
| Suél Ferranti (PSTU)      | 2.528   | 0,22  |
| Ionaldo Arce (Prona)      | 2.136   | 0,19  |

#### Gráficos
| \| Turno único - Esquema Gráfico \| Turno único - Esquema Gráfico \| Turno único - Esquema Gráfico \| Turno único - Esquema Gráfico \| Turno único - Esquema Gráfico \| \| ----------------------------- \| ----------------------------- \| ----------------------------- \| ----------------------------- \| ----------------------------- \| \| \| \| \| \| \| \| Marisa Serrano \| Marisa Serrano \| \| 53,20% \| 53,20% \| \| Egon Krakheche \| Egon Krakheche \| \| 39,96% \| 39,96% \| \| João Leite Schimidt \| João Leite Schimidt \| \| 5,22% \| 5,22% \| \| Anita Borba \| Anita Borba \| \| 0,64% \| 0,64% \| \| Carlos Leite \| Carlos Leite \| \| 0,59% \| 0,59% \| \| Suél do PSTU \| Suél do PSTU \| \| 0,22% \| 0,22% \| \| Ionaldo Arce \| Ionaldo Arce \| \| 0,19% \| 0,19% \| |                     |  |        |        |
| Turno único - Esquema Gráfico |                     |  |        |        |
| |                     |  |        |        |
| Marisa Serrano | Marisa Serrano      |  | 53,20% | 53,20% |
| Egon Krakheche | Egon Krakheche      |  | 39,96% | 39,96% |
| João Leite Schimidt | João Leite Schimidt |  | 5,22%  | 5,22%  |
| Anita Borba | Anita Borba         |  | 0,64%  | 0,64%  |
| Carlos Leite | Carlos Leite        |  | 0,59%  | 0,59%  |
| Suél do PSTU | Suél do PSTU        |  | 0,22%  | 0,22%  |
| Ionaldo Arce | Ionaldo Arce        |  | 0,19%  | 0,19%  |

### Câmara dos Deputados
No estado elegeram-se 8 deputados federais. O ícone  indica os que foram reeleitos.

Representação eleita
  PT: 2
  PMDB: 2
  PDT: 1
  PSDB: 1
  PPS: 1
  PP: 1

| Número | Candidato                | Partido | Votos   | Coligação                                |
| ------ | ------------------------ | ------- | ------- | ---------------------------------------- |
| 1331   | Vander Loubet            | PT      | 118.529 | Um Novo Avanço para o Mato Grosso do Sul |
| 1515   | Moka                     | PMDB    | 100.655 | Amor, Trabalho e Fé                      |
| 1234   | Dagoberto Nogueira Filho | PDT     | 97.803  | —                                        |
| 4545   | Waldir Neves             | PSDB    | 78.115  | Amor, Trabalho e Fé                      |
| 2345   | Geraldo Resende          | PPS     | 67.710  | Amor, Trabalho e Fé                      |
| 1580   | Nelson Trad              | PMDB    | 63.694  | Amor, Trabalho e Fé                      |
| 1111   | Dr. Antonio Cruz         | PP      | 57.464  | Um Novo Avanço para o Mato Grosso do Sul |
| 1322   | Biffi                    | PT      | 55.179  | Um Novo Avanço para o Mato Grosso do Sul |

Obs.: A tabela acima mostra somente os candidatos eleitos.

### Assembleia Legislativa
No estado elegeram-se 24 deputados estaduais. O ícone  indica os que foram reeleitos.

Representação eleita
  PMDB: 7
  PT: 4
  PL: 3
  PDT: 3
  PSDB: 2
  PFL: 1
  PTB: 1
  PTdoB: 1
  PSB: 1
  PRTB: 1

Fonteː
| Candidato (a)         | Partido | Votos  | Coligação                                |
| --------------------- | ------- | ------ | ---------------------------------------- |
| Reinaldo Azambuja     | PSDB    | 47.772 | Amor, Trabalho e Fé                      |
| Paulo Duarte          | PT      | 42.107 | Um Novo Avanço para o Mato Grosso do Sul |
| Londres Machado       | PL      | 37.797 | Amor, Trabalho e Fé                      |
| Ari Artuzi            | PMDB    | 36.960 | Amor, Trabalho e Fé                      |
| Marquinhos Trad       | PMDB    | 35.777 | Amor, Trabalho e Fé                      |
| Ary Rigo              | PDT     | 34.767 | —                                        |
| Onevan de Matos       | PDT     | 33.831 | —                                        |
| Paulo Corrêa          | PL      | 32.501 | Amor, Trabalho e Fé                      |
| Jerson Domingos       | PMDB    | 32.532 | Amor, Trabalho e Fé                      |
| Zé Teixeira           | PFL     | 28.696 | Amor, Trabalho e Fé                      |
| Antônio Carlos Arroyo | PL      | 27.286 | Amor, Trabalho e Fé                      |
| Youssif Domingos      | PMDB    | 27.118 | Amor, Trabalho e Fé                      |
| Junior Mochi          | PMDB    | 25.691 | Amor, Trabalho e Fé                      |
| Marun                 | PMDB    | 24.069 | Amor, Trabalho e Fé                      |
| Akira Otsubo          | PMDB    | 22.266 | Amor, Trabalho e Fé                      |
| Pedro Kemp            | PT      | 21.119 | Um Novo Avanço para o Mato Grosso do Sul |
| Maurício Picarelli    | PTB     | 20.455 | —                                        |
| Dione Hashioka        | PSDB    | 19.843 | Amor, Trabalho e Fé                      |
| Antonio Braga         | PDT     | 18.333 | —                                        |
| Amarildo Cruz         | PT      | 17.930 | Um Novo Avanço para o Mato Grosso do Sul |
| Pedro Teruel          | PT      | 15.818 | Um Novo Avanço para o Mato Grosso do Sul |
| Prof. Rinaldo         | PTdoB   | 14.017 | Amor, Trabalho e Fé                      |
| Coronel Ivan          | PSB     | 11.980 | Um Novo Avanço para o Mato Grosso do Sul |
| Márcio Fernandes      | PRTB    | 9.708  | Amor, Trabalho e Fé                      |

Obs.: A tabela acima mostra somente os candidatos eleitos.